# Typocerus zebra
Typocerus zebra är en skalbaggsart som först beskrevs av Olivier 1795.  Typocerus zebra ingår i släktet Typocerus och familjen långhorningar. Inga underarter finns listade i Catalogue of Life.